# クイーンズファクトリー
株式会社クイーンズファクトリー（Queen's Factory. Inc.）は東京都目黒区に本社を置く芸能プロダクション。
2006年9月15日、東京都渋谷区にて設立。2009年3月に現在地に移転。WEBサイトの企画、デザイン、制作なども手掛ける。代表は、上津原佐和子。

## 所属タレント

### 女性
- 竹中愛
- 溝口亜紀
- 椎名やすこ
- 水樹えり
- 都布良ひとみ
- 村井佑
- 溝口亜紀
- 岩下紘子
- 倉敷あみ
- 服部花南
- 五十畑愛
- 三留奈奈

### 男性
- 岡幸二郎
- 矢口空
- 吉元哲郎
- 伊藤生人
- 小田真吾
- 濱口文哉
- 須貝チロル
- 下原健嗣
- 宇野康洋
- 岩崎孝平
- 山本脩平
- 影山巌
- 角田拓真
- 細野遼
- 南保大樹
- 鍛治本大樹
- 奥野正明
- 長谷部卓也

### 業務提携
- 河村恵美

## 過去に所属していたタレント

### 女性
- 青木ちか
- 井村あみ
- 伊勢谷まゆ
- 上原咲
- 佐藤かすみ
- 清水楓
- 田上富士子
- 友原優希
- 七海舞
- 葉桐あかね
- 蜂須賀ゆきこ
- 春川ゆな
- 南真由美
- 矢沢えり

### 男性
- 後藤淳
- 寿々木智之
- 矢野智久
- 小田真吾
- 川西一成
- 日出郎
- 中元清純（宝塚歌劇団理事）

### 業務提携
- 滝ありさ
- 高沢里奈